# Moullava spicata
Moullava es un género monotípico de plantas fanerógamas perteneciente a la familia Fabaceae. Su única especie Moullava spicata, es originaria de África y Asia.

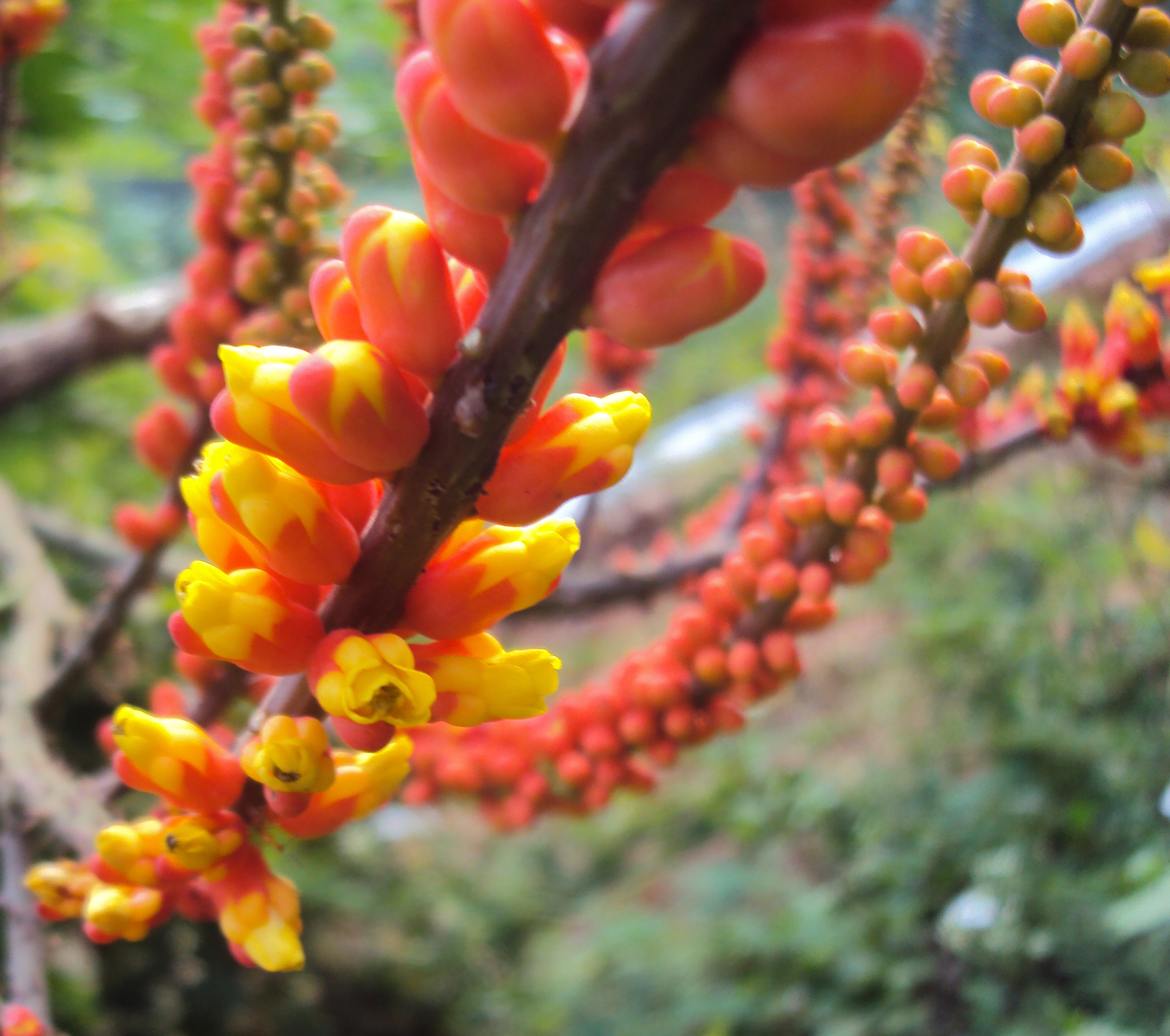
Inflorescencia

## Descripción
Es un arbusto perennifolio muy espinoso con foliolos ovado-elípticos a ovado-oblongos, y flores bastante pequeñas de color rojo dispuestas en largas espigas o racimos espiciformes.

## Distribución
Es nativo de la India, y se cultiva en Zanzíbar.

## Taxonomía
Moullava spicata fue descrita por (Dalzell) Nicolson y publicado en Familles des Plantes 2: 318. 1763.
Sinonimia
- Caesalpinia spicata Dalzell
- Wagatea spicata (Dalzell) Wight[3]